# Декстер (переписна місцевість, Вісконсин)
Декстер (англ. Dexter) — місто (англ. town) в США, в окрузі Вуд штату Вісконсин. Населення — 350 осіб (2020).

## Демографія
Згідно з переписом 2010 року, у місті мешкало 359 осіб у 152 домогосподарствах у складі 111 родини. Було 229 помешкань
Расовий склад населення:
| - 99,7 % — білих - 0,3 % — корінних американців |

До двох чи більше рас належало 0,0 %. Частка іспаномовних становила 0,8 % від усіх жителів.
За віковим діапазоном населення розподілялося таким чином: 18,7 % — особи молодші 18 років, 62,4 % — особи у віці 18—64 років, 18,9 % — особи у віці 65 років та старші. Медіана віку мешканця становила 47,1 року. На 100 осіб жіночої статі у місті припадало 118,9 чоловіків;  на 100 жінок у віці від 18 років та старших — 126,4 чоловіків також старших 18 років.
Середній дохід на одне домашнє господарство  становив 56 166 доларів США (медіана — 50 625), а середній дохід на одну сім'ю — 63 970 доларів (медіана — 59 250). Медіана доходів становила 46 250 доларів для чоловіків та 35 250 доларів для жінок. За межею бідності перебувало 2,5 % осіб, у тому числі 1,9 % дітей у віці до 18 років та 1,3 % осіб у віці 65 років та старших.
Цивільне працевлаштоване населення становило 168 осіб. Основні галузі зайнятості: виробництво — 24,4 %, освіта, охорона здоров'я та соціальна допомога — 23,8 %, будівництво — 14,9 %, транспорт — 8,9 %.